# Kultura
Kultura (z łac. colere, 'uprawa, dbać, pielęgnować, kształcenie’) – wieloznaczny termin pochodzący od (łac. cultus agri „uprawa roli”), interpretowany w wieloraki sposób przez przedstawicieli różnych nauk. Najczęściej jest rozumiana jako całokształt duchowego i materialnego dorobku społeczeństwa. Kulturę można określić jako ogół wytworów ludzi, zarówno materialnych, jak i niematerialnych: duchowych, symbolicznych, takich jak wzory myślenia i zachowania.
Bywa utożsamiana z cywilizacją i z wzorami postępowania charakterystycznymi dla danego społeczeństwa; także z tym, co w zachowaniu ludzkim jest wyuczone, w odróżnieniu od tego, co jest biologicznie odziedziczone.
Całością wiedzy na temat kultury zajmuje się dziedzina nauki, jaką jest kulturoznawstwo, jednak w różnych aspektach kultury badania są też realizowane przez: filozofię kultury, historię kultury materialnej, antropologię kulturową, socjologię kultury, etnografię i memetykę.
W kontekście naukowym termin kultura nie przyjmuje charakteru wartościującego.

## Główne dziedziny kultury
- kultura materialna: wytwory człowieka, technika i umiejętności praktyczne.
- kultura duchowa: wierzenia, wiedza, literatura i wszelkiego rodzaju piśmiennictwo, sztuka, w tym: sztuki plastyczne, teatr, muzyka, film, moda, a także wszystko co należy do wytworów umysłu, na przykład filozofia;
- kultura społeczna: normy moralne, ideologia, uczestnictwo w życiu kulturalnym, normy społeczne i kulturowe;
- kultura języka / kultura słowa: umiejętność sprawnego posługiwania się językiem i operowania nim zgodnie z normami obowiązującymi w danej społeczności i wymaganiami danej sytuacji komunikacyjnej;
- kultura polityczna: systemy wartości i wzorce zachowań (polityków, partii) biorących udział w wykonywaniu władzy państwowej lub aspirujących do tej roli;

## Różnorodność pojmowania kultury
Pierwotnie termin cultura wiązał się z uprawą roli, bądź hodowlą zwierząt i oznaczał przekształcanie naturalnego stanu zjawisk przyrody w stan bardziej użyteczny i przydatny człowiekowi. Obecnie w języku agronomii używa się wyrażeń takich jak: kultura rolna, kultura bakterii, bądź monokultura, co wiąże się bezpośrednio z pierwotnym znaczeniem tego słowa. Pierwszy raz w nowym znaczeniu termin został użyty przez Cycerona, który w dziele Disputationes Tusculanae użył sformułowania cultura animi (uprawa umysłu) w celu określenia pierwszej w literaturze koncepcji filozofii:

Czymże bez ciebie bylibyśmy nie tylko my, ale czym byłoby w ogóle ludzkie życie? Tyś pozakładała miasta, ty rozproszonych ludzi powołałaś do życia społecznego, ty zespoliłaś ich między sobą najpierw przez wspólne osiedla, później przez małżeństwa, a wreszcie przez wspólnotę mowy i pisma. Tyś wynalazczynią praw, nauczycielką dobrych obyczajów i ładu.

Od tamtego czasu termin „kultura” zaczęto wiązać z czynnościami ludzkimi, które miały na celu doskonalenie, pielęgnowanie czy kształcenie. Po raz pierwszy nowoczesne zastosowanie pojęcia „kultura” pojawiło się w 1688 roku, użyte przez Samuela von Pufendorfa w pracy De iure naturae et gentium, gdzie zamieścił słowa takie jak: cultura czy cultura animi na oznaczenie wszelkich wynalazków wprowadzonych przez człowieka (takich jak instytucje społeczne, ubranie, język, moralność kierowaną przez rozum i obyczaje).
W ciągu wieków słowo to było coraz częściej używane przez filozofów, a potem i uczonych zajmujących się naukami społecznymi. Rezultatem tego oto procesu stała się jego wieloznaczność. Zasadnicze różnice pojawiają się, po przyjrzeniu się co oznacza termin „kultura” dla reprezentantów różnych nauk:
- dla archeologa – „zbiór rzeczy materialnych znalezionych na miejscu wykopalisk, wykonanych z kamienia, metalu, kości bądź drewna”,
- dla etnografa – „nie tylko przedmioty materialne, lecz również zachowania ludzkie, takie jak pieśni, przysłowia, baśnie, mity, legendy, mody, obyczaje, zwyczaje czy obrzędy, występujące w danym regionie”,
- dla antropologa – „sfera przedmiotów materialnych, zachowań ludzkich, a także instytucje, działalność gospodarczą, zabawę, język i religię”,
- dla psychologa – „zbiór, do którego wchodzą przede wszystkim zachowania jednostki, jej myśli, uczucia i reakcje; kultura przejawia się poprzez zbiór reguł i motywów postępowania, form ekspresji, nakazów i zakazów, ocen i sądów” (np. kultura indywidualistyczna, kultura kolektywistyczna),
- dla socjologa – „wydzielony obszar życia i działalności grup ludzkich”,
- dla kulturoznawcy – „respektowane przez daną zbiorowość przekonania normatywne i przekonania dyrektywalne, które w trybie subiektywno-racjonalnym regulują praktykę społeczną” (definicja według Jerzego Kmity). Bądź „sposób życia podług wartości” (definicja Stanisława Pietraszki). Bądź sztuka i działalność artystyczna, czyli dzieła będące efektem działań intelektualnych, więc muzyka, literatura, malarstwo, rzeźba, teatr i film (Raymond Williams) lub proces rozwojowy rozumiany jako proces społeczno-historyczny lub pielęgnowane cechy określonego sposobu życia związane z tworzeniem i używaniem symboli[1] .

## Sposoby badania zjawiska kultury

### Pierwszy sposób
Sposoby badania kultury dzieli się na dwie zasadniczo odmienne grupy i wiążące się z nimi dwa różne sposoby badania zjawiska kultury. W pierwszym wypadku pojmuje się kulturę jako pewną własność ludzkich zbiorowości. Obejmuje ona cechy odróżniające ludzi od innych organizmów, które nie są społecznie ukształtowane.
Stanisław Ossowski wyróżnił dwie warstwy zjawisk kulturowych:
- kulturę we właściwym sensie tego słowa, obejmującą jedynie wzory zachowania i myślenia,
- przedmioty materialne, powiązane z tymi wzorami, jako warstwę skorelowaną z kulturą, będącą jej namacalnym odpowiednikiem (korelatem kultury).

Ward Goodenough również wyróżnił dwa poziomy kultury, jednak rozumiał je inaczej:
- poziom zjawiskowy w kulturze, w obrębie którego mieszczą się instytucje oraz zewnętrzne cechy charakteryzujące zbiorowości ludzkie,
- poziom ideacyjny, na który składają się reguły działania i wyuczone elementy wiedzy.

Claude Lévi-Strauss uważał z kolei, że w kulturze najważniejsze są struktury, a nie to co wiąże się ze sferą psychologiczną kultury. Istotna dla kultury płaszczyzna zjawisk kulturowych znajduje się na poziomie ładu czy porządku nieuświadomionego. Inni uczeni (Stefan Czarnowski, Jan Szczepański) włączali do kultury nie tylko wzory myślenia i zachowania, ale także przedmioty materialne związane z tymi wzorami systemem grupowych znaczeń. Egzemplarz książki Władca Pierścieni, samochód marki Polski Fiat 126p czy komputer Odra będzie więc dla jednych uczonych elementem kultury (Czarnowski, Szczepański), a dla innych jedynie korelatem pewnych ludzkich dyspozycji (Ossowski).

### Drugi sposób
W tym wypadku badacze kultury interesują się przede wszystkim treścią kultury, nie jej „ludzkim podłożem”. Badacz Kodeksu Napoleona interesuje się w tym przypadku stosunkami logicznymi występującymi między normami w nim zawartymi (normy w tym wypadku oznaczają wypowiedź o określonej treści, a nie pożądany wzorzec zachowania). Nie interesuje go ani stopień skuteczności tego kodeksu, ani to jaka była jego ocena w oczach jego użytkowników.
Inny badacz, w którego centrum zainteresowania znajdzie się Palestyński Islamski Dżihad, będzie analizował ugrupowania wchodzące w jego skład i opisywał stosunki między nimi, a nie zajmował się zasadnością powstania tej organizacji czy rozważaniem słuszności metod przez nią stosowanych (badaniem moralności zajmuje się etyka).

## Definicje kultury

### Problem nieokreśloności
Istnieje wiele definicji kultury, często rozbieżnych, a nawet sprzecznych. Znaczące są więc słowa niemieckiego filozofa Johanna Herdera, który już w XVIII wieku napisał w przedmowie do Myśli o filozofii dziejów:

Nie ma nic bardziej nieokreślonego niż słowo kultura.

Badacze kultury tworzyli nowe definicje, za każdym razem uwzględniając jakiś wycinkowy, konkretny punkt widzenia na kulturę. Antropolog kultury, Ralph Linton, tak podsumował te starania:

Istotą wszelkiej definicji kultury jest bowiem to, że wybiera pewne aspekty całego pojęcia oznaczanego owym terminem i kładzie nacisk na nie kosztem innych aspektów. Nacisk ten, a w konsekwencji także wartość definicji, będą zależały od tego, jaki szczególny cel definiujący miał na uwadze. Istnieje wiele możliwości definiowania kultury, a każda jest użyteczna w powiązaniu z dociekaniami określonego rodzaju.

On sam definiuje ją w ten sposób: „Kultura to konfiguracja wyuczonych zachowań i ich rezultatów, których elementy składowe są podzielane i przekazywane przez członków danego społeczeństwa” .

### Sposoby definiowania
Różne sposoby definiowania kultury zawarte są w pracy A. Kroebera i C. Kluckhohna Culture. A Critical Review of Concepts and Definitions . Autorzy w swojej analizie pojęcia kultura wyróżnili 164 pseudodefinicje na podstawie korpusu tekstowego liczącego ok. 300 pozycji. Korpus ten obejmował zasadniczo pozycje anglojęzyczne .
Polskie opracowania definicji kultury, na podstawie systematyki Kroebera-Kluckhohna przedstawili: Antonina Kłoskowska w książce pt. Kultura masowa. Krytyka i obrona (1964)  oraz Robert Boroch w książce pt. Kultura w systematyce Alfreda L. Kroebera i Clyde’a Kluckhohna.
Grupy definicyjne:
Grupa ADefinicje opisowe
Zamieszczone zostały tu definicje prezentujące klasyczną postać wczesnych definicji etnologicznych. Najbardziej znaną z nich, jest popularna i użyteczna definicja Edwarda Tylora: „Kultura, czyli cywilizacja, jest to złożona całość, która obejmuje wiedzę, wierzenia, sztukę, moralność, prawa, obyczaje oraz inne zdolności i nawyki nabyte przez ludzi jako członków społeczeństwa”. Tylor traktował zamiennie pojęcia „kultura” i „cywilizacja”. Inni badacze, którzy zajmowali się kulturą (szczególnie archeologowie, etnografowie i antropologowie kultury) chętnie się odwoływali do tej definicji, bądź ją modyfikowali. Ruth Benedict określiła ją jako: „Kultura jest to złożona całość zawierająca nawyki nabyte przez człowieka jako członka społeczeństwa”. Definicja antropologa Bronisława Malinowskiego: „Kultura jest integralną całością składającą się z narzędzi i dóbr konsumpcyjnych, twórczych zasad różnych grup społecznych, ludzkich idei i umiejętności, wierzeń i obyczajów”.
Grupa BDefinicje historyczne
Definicje tu umieszczone kładą nacisk na czynnik tradycji jako mechanizm przekazywania dziedzictwa kulturowego. Definicja Stefana Czarnowskiego: „Kultura jest dobrem zbiorowym i zbiorowym dorobkiem, owocem twórczego i przetwórczego wysiłku niezliczonych pokoleń. [...] Jest nią całokształt zobiektywizowanych elementów dorobku społecznego, wspólnych szeregowi grup i z racji swej obiektywności ustalonych i zdolnych rozszerzać się przestrzennie”.
Grupa CDefinicje normatywne
Definicje te akcentują podporządkowanie się zachowań ludzi normom, wzorom, wartościom i modelom. Temu typowi definicji odpowiada ujęcie kultury, zaproponowane przez Alfreda Kroebera i Talcotta Parsonsa: „Kultura to przekazane i wytworzone treści i wzory wartości, idei i innych symbolicznie znaczących systemów, będące czynnikami kształtującymi ludzkie zachowania oraz wytwory stanowiące produkt zachowania”. Również w tym duchu kulturę definiuje Ralph Linton: „konfiguracja wyuczonych zachowań i ich rezultatów, których elementy składowe są podzielane i przekazywane przez członków danego społeczeństwa”.
Grupa DDefinicje psychologiczne
Definicje psychologiczne skupiają uwagę na psychicznych mechanizmach kształtowania się kultury. Analizują one mechanizmy uczenia się, formowania nawyków kulturowych, internalizacji norm obowiązujących w danej zbiorowości i wartości uznawanych przez tę zbiorowość, jak również wpływ kultury na kształtowanie osobowości jednostek. Główny nacisk kładziony jest na uczenie się i naśladownictwo jako procesy przyswajania kultury. Definicje dla tego typu sformułował Stanisław Ossowski: „Kultura jest pewnym zespołem dyspozycji psychicznych przekazywanych w łonie danej zbiorowości przez kontakt społeczny i uzależniony od całego systemu stosunków międzyludzkich”.
Grupa EDefinicje strukturalne
Definicje zebrane dla tego typu interesują się głównie strukturą konkretnej kultury, a więc jej zasadniczymi elementami oraz ich wewnętrznymi powiązaniami. Wyróżnia się cztery kategorie elementów kultury: materialno-techniczne, społeczne, ideologiczne oraz psychiczne (dotyczące uczuć i postaw).
Grupa FDefinicje genetyczne
Definicje te skupiają się na problemie genezy kultury, wyjaśniają jej pochodzenie. Definicje te dzieli się na dwie grupy: dotyczące wewnętrznego rozwoju kultury, wyłaniania się jednych (wyższych) form z form innych wcześniejszych (uważanych za niższe) oraz dotyczące problemu wyłaniania się kultury z natury oraz związków, różnic i przeciwieństw między tymi definicjami.
Grupa G: Definicje niekompletne
Do grupy tej zaliczono definicje niepasujące do ww.
Notacja szczegółowa Systematyki Kroebera-Kluckhohna :
Grupa A: Definicje opisowe
Główne kryteria klasyfikacyjne: w definicjach grupy A znajdują się sformułowania: „całość”, „suma”, „wszystko”.
a) kultura jako „złożona całość”;
b) wyliczenie cech kultury.
Grupa B: Definicje historyczne
Główne kryteria klasyfikacyjne grupy B:
a) dziedzictwo społeczne;
b) tradycja społeczna.
Grupa C: Definicje normatywne
Podgrupa C1: Nacisk na reguły:
a) powszechne (lub współdzielone) i utrwalone sposoby wykonywania czegoś;
b) sankcje grożące za odstępstwa od reguł;
c) maniery, czyli sposób zachowania się w konkretnej sytuacji;
d) „społeczny algorytm” określający, co i w jaki sposób może być osiągnięte oraz jakie może to przynieść korzyści lub ich braki.
Podgrupa C2: Nacisk na wartości i idee plus zachowanie
Kryterium klasyfikujące do podgrupy C2 to komplementarne odnoszenie się kultury do: zachowania, jawnych działań, idei oraz wartości.
Grupa D: Definicje psychologiczne
Podgrupa D1: nacisk na modyfikację kultury jako „urządzenia” rozwiązującego problemy.
Podgrupa D2: nacisk na uczenie się.
Podgrupa D3: nacisk na przyzwyczajenia.
Podgrupa D4: definicje w pełni psychologiczne.
Grupa E: Definicje strukturalne
Grupa F: Definicje genetyczne
Elementem porządkującym w grupie F jest:
a) co kulturą się staje;
b) jakie czynniki powodują, że kultura jest w ogóle możliwa;
c) jakie elementy składają się na kulturę.
Podgrupa F1: nacisk na kulturę jako produkt albo artefakt.
Podgrupa F2: nacisk na idee.
Podgrupa F3: nacisk na symbole.
Podgrupa F4: pozostałe definicje genetyczne, które koncentrują się na pochodzeniu kultury i wyliczaniu, czym jest kultura.
Grupa G: Definicje niekompletne
Grupa G zawiera definicje, które ze względu na metaforyczne ujmowanie problemu są trudne do sklasyfikowania według przyjętej w Systematyce Kroebera-Kluckhohna metodologii.

## Podstawowe pojęcia związane z kulturą
Kulturę można opisywać w rozumieniu wartościującym albo opisowym. To pierwsze rozumienie odwołuje się do kultur „lepszych” i „gorszych”, „wyższych” i „niższych”, bardziej lub mniej „cywilizowanych”, drugie zaś nie wartościuje zjawisk i tym samym nie używa tych pojęć.
Z powyższymi dwoma rodzajami rozumienia kultury związane są dwa przymiotniki: kulturalny (odwołujące się do pierwszego rozumienia) i kulturowy (odwołujące się do drugiego). Różnicę pomiędzy nimi można wyjaśnić na przykładzie ulicznego graffiti. Zachowanie młodych grafficiarzy, malujących na murach czy wagonach kolejowych, trudno nazwać zachowaniem kulturalnym (często określa się je jako akt wandalizmu), lecz na pewno jest ono zjawiskiem kulturowym. Nie zawsze pojęcia te są ze sobą sprzeczne, np. o obrazach Vincenta van Gogha powiemy, że są zarówno zjawiskiem kulturalnym, jak i kulturowym.
Według atrybutywnego rozumienia kultury jest ona cechą stałą i atrybutem ludzkości jako całości (ujęcie globalne) lub poszczególnego człowieka jako przedstawiciela gatunku homo sapiens (ujęcie jednostkowe). Można mówić o kulturze tylko w liczbie pojedynczej, nigdy w liczbie mnogiej (o kulturach). Według dystrybutywnego rozumienia kultury jest ona rozumiana jako zbiór cech kultury określonej zbiorowości, np.: Polaków, rowerzystów, uczniów gimnazjum czy górników. W tym wypadku można używać pojęcia „kultury”, gdyż jest ich wiele, podobnie jak wiele jest różnych zbiorowości.

## Kultura a natura
Gatunek ludzki jako jedyny gatunek na Ziemi wytworzył kulturę (zależnie od definicji wskazuje się też na kulturopodobne zachowania niektórych ssaków, ptaków i owadów). W tym sensie kultura nie jest przeciwieństwem natury, lecz stanowi jej rozwinięcie. Dzięki rozwojowi na drodze ewolucji homo sapiens jest w stanie w sposób świadomy przeobrażać świat rzeczywisty znajdujący się wokół niego. Dlatego nazywa się często człowieka „zwierzęciem tworzącym kulturę”.
Izolowana jednostka ludzka nie jest w stanie samodzielnie wytworzyć kultury. Potrzeba do tego zbiorowości ludzkiej, przekazującej swe doświadczenia z pokolenia na pokolenie. Nawet najbardziej inteligentny człowiek pozbawiony kontaktów ze skumulowanym na drodze przekazu pokoleniowego dziedzictwem nie będzie w stanie wytworzyć jakiejkolwiek złożonej „całości kulturowej” jedynie w oparciu o swe umiejętności i dostępne mu zasoby naturalne.
W klasycznych definicjach kultury uznawano, że kultura wynika z natury (w sensie filogenetycznym), lecz jest przeciwstawna naturze (w sensie ontogenetycznym).
Na temat związku kultury z naturą powstało wiele różnorodnych teorii, przy czym wiele z nich podchodzi do tego zagadnienia w odmienny sposób. Odległe od siebie pojęciowo rozróżnienia proponują na przykład funkcjonalizm Bronisława Malinowskiego oraz pierwotna wersja psychoanalizy Zygmunta Freuda.
Bronisław Malinowski traktował kulturę jako formę zaspokajania ludzkich potrzeb, jest ona „środkiem do celu”. Zygmunt Freud również sądził, że kultura jest odpowiedzią na ludzkie potrzeby (zwłaszcza formą radzenia sobie z popędem seksualnym). Jednak uznał, że potrzeby te są represjonowane poprzez system kontroli moralnej i prawnej oraz dostarczanie:

(...) zastępczego, częściowego i niedoskonałego zaspokojenia w sztuce, nauce, religii. Kultura jest siłą tamującą raczej niż realizującą pierwotne i autentyczne popędy natury.

Socjobiolog Edward Osborne Wilson natomiast przeciwstawiając się podejściu Freuda przyjmuje tezę, że kultura nie przeciwstawia się naturze, lecz sprzyja ona adaptatywnym wzorcom, jak chociażby unikanie chowu wsobnego, co byłoby niekorzystne dla gatunku. Kazirodztwo w jego ujęciu, przeciwstawnym wobec Freuda, nie jest więc hamowanym przez kulturę instynktem, lecz poprzez to, że kultura we wszystkich społeczeństwach sprzeciwia się kazirodztwu, argumentuje że jest to genetycznie wdrukowany wzorzec, na bazie którego powstało wiele motywów rozwijających kulturę.
Dekonstrukcja binarnego i opozycyjnego podziału na naturę i kulturę, zasygnalizowana wcześniej przez ruch New Age i teorie krytyczne, została w ostatnich latach podjęta przez nurty filozoficzne określające się jako posthumanistyczne. Wypowiadali się na ten temat zwłaszcza Bruno Latour, Donna Haraway, Rosi Braidotii, a w Polsce m.in. Monika Bakke.
Według Jana Pawła II kultura to „uszlachetniająca afirmacja tego co ludzkie”. Analiza kultury tego autora jest częścią jego antropologii adekwatnej, to znaczy takiej, która ukazuje jednoznaczną różnicę między człowiekiem jako osobą, a światem zwierzęcym („animalia”) – czyli „wy-osobnienie się” człowieka ze świata, jego personalizacja.

## Kultura a cywilizacja
Część badaczy, np. Edward Tylor stosuje te pojęcia zamiennie . Inni zaś podają różnice pomiędzy nimi. Według Alfreda Webera cywilizacja to efekt dążenia do racjonalizacji życia ludzkiego i adaptacji do zewnętrznych warunków (elementami cywilizacji są wszelkie wynalazki i udoskonalenia techniczne), podczas gdy:

kultura sytuuje się poza sferą wymogów adaptacyjnych, tam, gdzie zaczyna się kształtowanie naszego życia przez wyznaczanie mu celów, których nie da się wyprowadzić z potrzeby dalszej egzystencji albo lepszego zaspokajania naturalnych potrzeb życiowych.

Lewis Morgan określał jako cywilizację najwyższe stadium rozwoju ogólnie rozumianej kultury (stadium to następowało po etapie dzikości i barbarzyństwa).

## Różnorodność kultur
Mimo że kultura jest atrybutem człowieka i co za tym idzie wszystkich społeczności tworzonych przez gatunek homo sapiens nie jest ona jednolita i w różnych okresach historycznych, jak również w różnych obszarach geograficznych wytwory ludzkie, systemy norm i wartości były i są od siebie odbiegające w dużym stopniu. Przedstawiciele nauk społecznych starają się klasyfikować pewne typy kultur, czy też opisywać szczególne przypadki istniejących obecnie lub w przeszłości, nadając im nazwy specyficzne ze względu na miejsce, czas bądź ogólny typ opisywanej kultury.

### Wybrane ogólne typy kultur
- kultura darów
- kultura duchowa
- kultura języka
- kultura ludowa
- kultura masowa
- kultura materialna
- kultura narodowa
- kultura polityczna
- kultura elitarna
- kultura oficjalna
- kultura regionalna
- kultura lokalna
- kultura organizacyjna

### Systemy kultury
- kultura oralna i piśmienna
- kultura elektroniczna
- kultura druku

### Niektóre szczególne typy kultur
- kultura aszelska
- kultura badaryjska
- kultura cykladzka
- kultura esperanta
- kultura halsztacka
- kultura hawajska
- kultura Islandii
- kultura Kanady
- kultura łużycka
- kultura magdaleńska
- kultura minojska
- kultura mustierska
- kultura mykeńska
- kultura Olduvai
- kultura Olmeków
- kultura świderska
- kultura azylska

## Istotne cechy kultury i płaszczyzny zjawisk kulturowych
Kultura związana jest z człowiekiem. Jest zjawiskiem społecznym i powtarzalnym (naukowiec, który nie ujawni swego wynalazku szerszemu gronu, nie włączy go tym samym do elementów kultury, lecz po jakimś czasie zrobić to może inny uczony, który niezależnie od niego doszedł do tych samych wniosków). Kultura jest zbiorem zjawisk wyuczonych (czyli przekazywanych nie za pośrednictwem genów, lecz na drodze wychowania i uczenia się).
Kultura ma charakter czasowy i przestrzenny. Kultura jest systemem, a więc dana kultura ma własną wewnętrzną logikę. Kultura jest też mechanizmem adaptacyjnym człowieka, jest pośrednikiem między człowiekiem a środowiskiem, które on zamieszkuje.

### Płaszczyzny zjawisk kulturowych
- materialna – każde zjawisko kulturowe ma jakiś wymiar materialny;
- behawioralna – zjawiska kulturalne są związane nierozerwalnie z zachowaniami motorycznymi (zewnętrznymi, czyli czynnościami związanymi z tworzeniem i odbiorem dzieła kulturowego lub wewnętrznymi, czyli przeżyciami, odczuciami, bądź wypowiedziami);
- psychologiczna – dla niektórych badaczy ważne są: wartościowanie, oceny, postawy, motywy i znaczenia nadawane przez człowieka przedmiotom materialnym i zachowaniom;
- aksjonormatywna – w kulturze można też wyróżnić normy i wartości.

### Inne ważne pojęcia związane z kulturą
- dobra kultury – wartości kultury – relatywizm kulturowy – wzór kulturowy (kod kulturowy)
- dziedzictwo kulturowe – lista światowego dziedzictwa kulturalnego i przyrodniczego UNESCO
- finansowanie kultury – mecenat – sponsoring
- subkultura – kontrkultura – kultura alternatywna
- zderzenie kultur – szok kulturowy – asymilacja kulturowa
- komunikacja międzykulturowa – bariera kulturowa – dostęp do kultury
- akulturacja – kontrakulturacja – transkulturacja – rekulturacja – synkretyzm